# Rhexoza richardsi
Rhexoza richardsi is een muggensoort uit de familie van de Scatopsidae. De wetenschappelijke naam van de soort is voor het eerst geldig gepubliceerd in 1985 door Freeman.